# Tortella limbata
Tortella limbata är en bladmossart som beskrevs av Geheeb och Theodor Carl Karl Julius Herzog 1910. Tortella limbata ingår i släktet kalkmossor, och familjen Pottiaceae. Inga underarter finns listade i Catalogue of Life.